# Bryolymnia picturata
Bryolymnia picturata là một loài bướm đêm thuộc họ Noctuidae. Nó được tìm thấy ở tây nam México.